# Tammuz (mese)
Tammuz o Tamuz (in ebraico תמוז‎?) è il decimo mese civile e il quarto mese religioso del calendario ebraico. È composto da 29 giorni.

## Periodo
Durante gli anni 5761–5860 del calendario ebraico, Tammuz occorre nei seguenti periodi del calendario gregoriano:
| Durata degli anni | Inizio di Tammuz   | Fine di Tammuz     |
| ----------------- | ------------------ | ------------------ |
| 353 giorni        | 8 giugno–25 giugno | 7 luglio–24 luglio |
| 354 giorni        | 8 giugno–27 giugno | 7 luglio–26 luglio |
| 355 giorni        | 9 giugno–27 giugno | 8 luglio–26 luglio |
| 383 giorni        | 27 giugno–6 luglio | 26 luglio–5 agosto |
| 384 giorni        | 29 giugno–7 luglio | 28 luglio–5 agosto |
| 385 giorni        | 28 giugno–8 luglio | 26 luglio–6 agosto |